# Bert I. Gordon
Bert Ira Gordon  (* 24. September 1922 in Kenosha, Wisconsin; † 8. März 2023 in Los Angeles) war ein US-amerikanischer Filmregisseur, Filmproduzent und Drehbuchautor.

## Leben
Gordon begann schon als Neunjähriger mit Amateuraufnahmen auf 16-mm-Film. Nach seiner Ausbildung an der University of Wisconsin–Madison arbeitete er zunächst als Produzent von Fernsehwerbespots. 
Ab Mitte der 1950er Jahre drehte er Science-Fiction- und Horror-B-Movies, bei denen er meist mehrere Funktionen übernahm. Neben Regie und Produktion verfasste er häufig auch das Drehbuch und war für die Spezialeffekte verantwortlich, die meist aus einfachen Rückprojektionen bestanden. Kein anderer Regisseur ist mit mehr Filmen in der zwischen 1988 und 1999 entstandenen Comedy-Fernsehserie Mystery Science Theater 3000 vertreten, die sich über B-Movies lustig macht. Auch die deutsche Fernsehserie Die schlechtesten Filme aller Zeiten zeigte mit Die Insel der Ungeheuer (1976) und In der Gewalt der Riesenameisen zwei spätere Filmwerke von Gordon. Viele seiner Filme handelten von übergroßen Tieren, die den menschlichen Protagonisten gefährlich wurden.
Bei der Saturn-Award-Verleihung 2011 wurde Gordon mit dem Life Career Award ausgezeichnet. Ab den 1980er-Jahren konnte er nur noch in größeren Zeitabständen Filme realisieren; nach zweieinhalb Jahrzehnten realisierte er 2015 mit dem in der Welt der Dating-Apps spielenden Horrorthriller Secrets of a Psychopath ein letztes Werk.
Gordon starb im Alter von 100 Jahren in seinem Zuhause, nachdem er kollabierte. Er wurde von seiner Ehefrau, die er 1980 heiratete, überlebt. Sie hatten eine gemeinsame Tochter, ferner war er aus früherer Ehe Vater dreier weiterer Töchter. Eine der Töchter war Susan Gordon, die er in mehreren seiner Filme besetzte und die bereits vor ihm 2011 verstarb.

## Filmografie (Auswahl)
- 1954: Serpent Island (Kamera)
- 1955: King Dinosaur (Regie)
- 1957: Beginning of the End (Regie, Produktion, Drehbuch, Spezialeffekte)
- 1957: The Cyclops (Regie, Produktion, Drehbuch, Spezialeffekte)
- 1957: Der Koloß (The Amazing Colossal Man) (Regie, Produktion, Drehbuch, Spezialeffekte)
- 1958: Die Rache der schwarzen Spinne (Earth vs. the Spider) (Regie, Produktion, Drehbuch, Spezialeffekte)
- 1958: Gigant des Grauens (War of the Colossal Beast) (Regie, Produktion, Drehbuch, Spezialeffekte)
- 1960: Der Turm der schreienden Frauen (Tormented) (Regie, Produktion, Drehbuch, Spezialeffekte)
- 1962: Das Zauberschwert (The Magic Sword) (Regie, Produktion, Drehbuch, Spezialeffekte)
- 1965: Village of the Giants (Regie, Drehbuch, Produktion)
- 1966: Das Kabinett der blutigen Hände (Picture Mommy Dead) (Regie, Produktion)
- 1973: Aus der Hölle gespuckt (The Mad Bomber) (Regie, Produktion, Drehbuch, Kamera)
- 1976: Die Insel der Ungeheuer (The Food of the Gods) (Regie, Produktion, Drehbuch, Spezialeffekte)
- 1977: In der Gewalt der Riesenameisen (Empire of the Ants) (Regie, Produktion, Drehbuch, Spezialeffekte)
- 1981: Die Nacht des Hexenjägers (Burned at the Stake) (Regie, Produktion, Drehbuch)
- 1985: Nachhilfe in Sachen Liebe (The Big Bet) (Regie, Produktion, Drehbuch)
- 2015: Secrets of a Psychopath (Regie, Drehbuch)